# Карл-Маркс-Штадт (округ)
Округ Карл-Маркс-Штадт (с 1 июля по 13 октября 1990 года — округ Хемниц) был образован в 1952 году после ликвидации земель на территории Германской Демократической Республики как один из 15 округов.
Он состоял из 21 района, 3 городов окружного подчинения и 601 коммуны. После декоммунизации и возвращения окружному центру — городу Хемницу — исторического названия, с 1 июля по 13 (фактически по 2) октября 1990 года назывался округом Хемниц. В связи с воссозданием земель был ликвидирован с 3/14 октября 1990 года. В конце ноября 1990 года в сходных границах был образован административный округ Хемниц, преобразованный в 2008 году в дирекционный округ и окончательно ликвидированный в 2012 году.